# Barichneumon floridanus
Barichneumon floridanus är en stekelart som beskrevs av Heinrich 1972. Barichneumon floridanus ingår i släktet Barichneumon och familjen brokparasitsteklar. Inga underarter finns listade.